# Çavuş, Hüyük
Çavuş là một thị trấn thuộc huyện Hüyük, tỉnh Konya, Thổ Nhĩ Kỳ. Dân số thời điểm năm 2011 là 901 người.